# Berufsorientierung in der Realschule
Das Themenorientierte Projekt Berufsorientierung an der Realschule (kurz TOP BORS) ist ein Projekt an Realschulen in Baden-Württemberg und blickt auf eine über 25-jährige Tradition zurück.
Grundlage für die heutige Umsetzung sind die im Jahre 2004 eingeführten Bildungsstandards für TOP BORS. und die Handreichung für Lehrer aus dem Jahr 2008. Auch innerhalb der Bildungsstandards zahlreicher Fächer, Fächerverbünde und anderer themenorientierter Projekte finden sich Kompetenzen und Inhalte zu TOP BORS.

## Organisation von TOP BORS
Die Umsetzung von TOP BORS an den Schulen ist vielfältig. Die Bandbreite bei der Organisation reicht von Projekttagen oder -wochen, über ein eigenes Fach „TOP BORS“ im Stundenplan, der Integration in den Regelunterricht und Mischformen aus dieser Optionen. Die Leitung von TOP BORS in den einzelnen Klassen kann beispielsweise beim Lehrer des Fächerverbundes Erdkunde-Wirtschaftskunde-Gemeinschaftskunde, beim Klassenlehrer, beim BORS-Beauftragten oder bei einem BORS-Team liegen. Auch die konkrete Umsetzung des mit 72 Unterrichtsstunden ausgestatteten Projekts wird von der Schule selbst beschlossen. Das einwöchige Betriebspraktikum zählt auch zu der geforderten Mindeststundenzahl, viele Schulen erreichen eine wesentlich höhere Stundenzahl und bilden dazu in ihrem Schulcurriculum einen Schwerpunkt. Neben den in den Bildungsstandards genannten Inhalten und Kompetenzen, z. B. Bewerbung im Fach Deutsch, können beispielsweise regionale Besonderheiten im Rahmen des Schulcurriculums das Kerncurriculum der Bildungsstandards ergänzen. Der zeitliche Schwerpunkt für TOP BORS liegt in Klasse 9, je nach Schule liegen aber bestimmte Themen bereits in Klasse 8, z. B. wenn das schulische Betriebspraktikum am Anfang von Klasse 9 stattfindet.

## Projektprüfung und Testat
Das Projekt endet mit einer Projektprüfung. Die Note ergibt sich aus Projektprüfung, Dokumentation und weiteren Schülerleistungen (z. B. Praktikumsbericht, Bewerbungsschreiben …). Das Testat, das neben der Ziffernnote auch eine individuelle Verbalbeurteilung enthält, wird dem Zeugnis beigefügt. Auf dem Zeugnis selbst wird die Teilnahme an TOP BORS vermerkt.

Die Präsentation der Projektprüfung von TOP BORS dient auch als methodische Vorbereitung auf die „Projektprüfungen“ in Klasse 10 (Eurokom, fachinterne Überprüfungen in NWA und im Wahlbereich und fächerübergreifende Kompetenzprüfung).

## Umfang des projektartigen Arbeitens
Die Bildungsstandards zu TOP BORS sehen vor, dass sich die Schüler innerhalb des Projektes die Arbeit, die Außenkontakte etc. selbst erarbeiten, sich selbst organisieren und sich gegenseitig beraten, dies wird jedoch von den Schulen oft in dieser umfassenden Art und Weise nicht erreicht.

Auf Lehrerfortbildungen und in der 2008 erschienenen Handreichung wurden deshalb die Forderungen zum Umfang des projektartigen Arbeitens etwas reduziert: Aus den sechs verbindlichen Kompetenzbereichen sollen die Schüler nun mindestens ein Teamprojekt durchführen und dazu ein Thema selbst im Team erarbeiten. Die Bildungsstandards stellen dennoch beim projektartigen Arbeiten eine Zielformulierung dar, auf die von schulischer Seite hingearbeitet werden soll.

## Verbindliche Kompetenzbereiche
Wichtige, durch die Bildungsstandards vorgegebene Inhalte sind Gesichtspunkte bei der Berufswahl, Bildungswege in Baden-Württemberg, das Berufsausbildungsverhältnis, die Betriebs- und Arbeitsplatzerkundung (Praktikum), die Berufswelt im Wandel und Bewerbung konkret. Ebenso verbindlich ist die Erstellung einer individuellen Projektmappe, die Durchführung eines Teamprojektes und die aus Präsentation und Dialog bestehende Projektprüfung.

## Print-Materialien
Neben den Materialien der Arbeitsagentur (Planet Beruf, Beruf aktuell …) gibt es auch für TOP BORS konzipierte Materialien der Schulbuch-Verlage:
In den EWG-Schulbüchern von Cornelsen (Menschen-Märkte-Räume 3), Klett (Terra EWG 5/6) und Westermann (EWG 3) finden sich Kapitel zu TOP BORS, vom Schroedel-Verlag ist zu TOP BORS das Arbeitsheft Meine Berufswahl erhältlich.

## Weitere Orientierungsangebote
Daneben findet eine Berufs- und Studienorientierung an Gymnasien statt. In der gymnasialen Oberstufe gibt es weitere Unterstützungsangebote zur Studien- und Berufswahl, beispielsweise das Entscheidungstraining BEST.